# Intrinsieke factor
Intrinsieke factor (ook wel intrinsic factor genoemd) is een glycoproteïne dat door de pariëtale cellen in de maagwand wordt geproduceerd als reactie op dezelfde prikkels die de afgifte van zoutzuur bepalen. 
Het is noodzakelijk voor de opname van vitamine B12. Koppeling van intrinsieke factor aan vitamine B12 is nodig voor opname van deze vitamine via actief transport ter hoogte van het laatste stuk van de dunne darm. Intrinsieke factor is een eiwit en bij de mens wordt het gecodeerd door het GIF-gen op chromosoom elf.
Bij binnenkomst in de maag wordt vitamine B12 gebonden aan het glycoproteïne haptocorrine (ook wel HC, O-factor, transcobalamine I of TCN1 genoemd). Het resulterende complex komt in de twaalfvingerige darm, waar enzymen uit de alvleesklier haptocorrine verteren. In het minder zure milieu van de dunne darm kan vitamine B12 vervolgens binden aan de intrinsieke factor. Dit nieuwe complex reist naar het kronkeldarm, waar speciale epitheelcellen het opnemen via endocytose. In de cel dissocieert vitamine B12 nogmaals en bindt aan een ander eiwit, namelijk transcobalamine II (TCN2). Dit nieuwe complex verlaat de epitheelcellen om naar de lever vervoerd te worden.

## Klinische significantie
Bij de ziekte van Addison-Biermer (vroeger pernicieuze anemie genoemd), een auto-immuunziekte, richten antistoffen zich tegen de intrinsieke factor of pariëtale cellen van de maag. Dit kan leiden tot een onvoldoende capaciteit om intrinsieke factor aan te maken, resulterend in malabsorptie van vitamine B12 en hierdoor kan  macrocytaire anemie ontstaan. Atrofische gastritis kan ook leiden tot intrinsiekefactordeficiëntie en bloedarmoede door schade aan de pariëtale cellen van de maagwand. Als de alvleesklier te weinig verteringsenzymen aanmaakt, dan kan dit de normale dissociatie van vitamine B12 van de eiwitten in de dunne darm beletten, waardoor de opname via het intrinsiekefactorcomplex onvoldoende kan plaatsvinden.
Een chirurgische ingreep waarbij de maag wordt verkleind en het spijsverteringskanaal wordt omgelegd (gastric bypass) is een andere bekende risicofactor voor de ontwikkeling van pernicieuze anemie.
Andere risicofactoren die bijdragen aan een tekort aan intrinsieke factor zijn maagtumoren, maagzweren en in het algemeen schade aan het maagslijmvlies, waaronder schade door overmatige consumptie van alcohol.
Wanneer bij de ziekte van Crohn het laatste uiteinde van de dunne darm sterk is aangetast of werd weggenomen, zijn supplementen van foliumzuur en vitamine B12 noodzakelijk. Het is dan ten zeerste aan te bevelen de vitamine B12 aan te vullen door middel van intramusculaire injecties.